# Don’t Follow
«Don’t Follow» — песня американской рок-группы Alice in Chains, третий сингл с альбома Jar of Flies (1994).

## История записи
Песня «Don’t Follow» была записана музыкантами Alice in Chains во время студийных сессий в London Bridge Studio в сентябре 1993 года. Первую половину песни спел гитарист Джерри Кантрелл, а вторую — вокалист Лейн Стейли. В заключительной части композиции можно услышать гитарного техника Рэнди Биро, Даррела Питерса, а также бас-гитариста Майка Айнеза, исполняющих партии бэк-вокала. В песне присутствует соло на губной гармонике.
Помощник звукорежиссёра Джонатан Плам вспоминал, что изначально соло на губной гармонике должен был исполнить другой музыкант: «Они прислали этого чувака, довольно пожилого. Он хорошо играл, но во время исполнения заметно подхрюкивал, ну, издавал такие неприятные хрюкающие звуки». Джерри Кантрелл обратил внимание на посторонний шум и попросил музыканта так не делать. «Тот попробовал ещё раз, но хрюканье никуда не делось», — вспоминал Плам. После целого часа безуспешных усилий было решено позвать друга Криса Корнелла Дэвида Аткинсона, который и исполнил соло на гармонике с первой попытки.
Сразу после окончания записи звукорежиссёр Jar of Flies Тоби Райт включил «Don’t Follow» в число своих любимых на пластинке: «Я думаю, „Don’t Follow“ является настоящим шедевром, если учесть, чем она была изначально и чем стала». Основным автором песни стал Джерри Кантрелл: «Его концепция заключалась в том, что Джерри начнёт петь, Лейн продолжит, а закончат они вместе, будто бы это две стороны одной и той же истории. Как по мне — блестящая задумка», — признавался Тоби Райт.

## Выпуск песни
Альбом Jar of Flies вышел 25 января 1994 года и дебютировал на первом месте хит-парада Billboard 200. «Don’t Follow» была выпущена в качестве третьего сингла, после «No Excuses» и «I Stay Away». 29 октября 1994 года песня дебютировала в чарте Mainstream Rock, 3 декабря достигла наивысшего — двадцать пятого — места, и всего продержалась в хит-параде семь недель.

## Критические отзывы
Нэд Рэггетт (AllMusic) назвал эту малоизвестную песню Alice in Chains одной из лучших на мини-альбоме Jar of Flies. Он выделил акустическую гитару Джерри Кантрелла, делающую «Don’t Follow» похожей на классические рок-композиции, а также добавление губной гармоники и отсутствие ударных в первой части песни, создающее более интимную атмосферу. Рэггетт выделил вокал Джерри Кантрелла, назвав песню одним из лучших образцов вокального мастерства гитариста, а также его гармоничное взаимодействие с партией Лейна Стейли.

## Места в чартах
| Хит-парад (1994)                | Наивысшая позиция |
| ------------------------------- | ----------------- |
| США (Billboard Mainstream Rock) | 25                |